# Brandon Mechele
Brandon Mechele (Bredene, 28 de enero de 1993) es un futbolista belga que juega de defensa en el Club Brujas de la Primera División de Bélgica. Fue internacional con la selección de fútbol sub-21 de Bélgica.

## Selección nacional
Tras haber sido internacional en categoría sub-21, el 13 de octubre de 2019 debutó con la selección absoluta de Bélgica tras sustituir a Thomas Vermaelen en el tiempo de descuento en la victoria por 0 a 2 ante Kazajistán en partido de clasificación para la Eurocopa 2020.

## Clubes
| Club                    | País    | Año       |
| ----------------------- | ------- | --------- |
| Club Brujas             | Bélgica | 2013-act. |
| Sint-Truidense (cedido) | Bélgica | 2016-2017 |

## Palmarés

### Títulos nacionales
| Título                      | Club        | País    | Año  |
| --------------------------- | ----------- | ------- | ---- |
| Copa de Bélgica             | Club Brujas | Bélgica | 2015 |
| Primera División de Bélgica | Club Brujas | Bélgica | 2016 |
| Primera División de Bélgica | Club Brujas | Bélgica | 2018 |
| Supercopa de Bélgica        | Club Brujas | Bélgica | 2018 |
| Primera División de Bélgica | Club Brujas | Bélgica | 2020 |
| Primera División de Bélgica | Club Brujas | Bélgica | 2021 |
| Supercopa de Bélgica        | Club Brujas | Bélgica | 2021 |
| Primera División de Bélgica | Club Brujas | Bélgica | 2022 |
| Supercopa de Bélgica        | Club Brujas | Bélgica | 2022 |
| Primera División de Bélgica | Club Brujas | Bélgica | 2024 |
| Copa de Bélgica             | Club Brujas | Bélgica | 2025 |
| Supercopa de Bélgica        | Club Brujas | Bélgica | 2025 |